# Shūsuke Kaneko
Pour les articles homonymes, voir Kaneko (homonymie).
Shūsuke Kaneko (金子 修介, Kaneko Shūsuke), également appelé Shu Kaneko, est un réalisateur et scénariste de film japonais, né le 8 juin 1955. 

## Filmographie

### Réalisateur

#### Cinéma

##### Années 1980
- 1984 : Eve-chan-no hime
- 1984 : OL yurizoku 19-sai
- 1984 : Uno Koichiro no nurete utsu
- 1985 : Minna agechau
- 1986 : Itazura Lolita: Ushirokara virgin
- 1987 : Kyofu-no yacchan
- 1988 : 1999-nen no natsu yasumi (1999年の夏休み?)
- 1988 : Rasuto kyabaree (ラスト・キャバレー?)
- 1988 : Yamadamura waltz (山田村ワルツ?)
- 1989 : Docchini suruno (どっちにするの。?)

##### Années 1990
- 1990 : Hong Kong Paradise (香港パラダイス, Honkon paradaisu?)
- 1991 : Kamitsukitai (咬みつきたい?)
- 1991 : Shushoku sensen ijonashi
- 1993 : Necronomicon (crédité Shu Kaneko)
- 1994 : Mainichi ga natsuyasumi
- 1994 : Sotsugyo ryoko: Nihon kara kimashita
- 1995 : Gamera : Gardien de l'Univers
- 1996 : Gamera 2 : L'Attaque de la légion
- 1997 : Gakkō no Kaidan 3 (en) (学校の怪談3?)
- 1998 : Efu
- 1999 : Gamera 3 : La Revanche d'Iris (ガメラ3 邪神〈イリス〉覚醒, Gamera Surii: Jyashin irisu kakusei?)

##### Années 2000
- 2000 : Kurosufaia (クロスファイア?)
- 2001 : Godzilla, Mothra et King Ghidorah (ゴジラ・モスラ・キングギドラ 大怪獣総攻撃, Gojira, Mosura, Kingu Gidora: Daikaijū sōkōgeki?)
- 2002 : Toast to Love (恋に唄えば♪, Koi ni utaeba?)
- 2005 : Azumi 2 (あずみ2 Death or Love?)
- 2005 : Holyland
- 2006 : Kami no hidarite akuma no migite
- 2006 : Death Note
- 2006 : Death Note 2: The Last Name
- 2009 : Pride (プライド, Puraido?)

##### Années 2010
- 2010 : Bakamono
- 2011 : Mesaia
- 2011 : Pōru danshingu bōizu
- 2012 : Aoi sora shiroi kumo
- 2012 : Hyakunen no tokei
- 2013 : Ikenie no dilemma
- 2013 : Jellyfish
- 2014 : Osoroshi ~ Mishimaya Henchō Hyakumonogatari Kotohajime
- 2014 : Danger Dolls (少女は異世界で戦った, Shōjo wa isekai de tatakatta?)
- 2016 : Sukyanā: Kioku no kakera o yomu otoko (スキャナー 記憶のカケラをよむ男?)
- 2017 : Koinowa: Konkatsu Cruising
- 2017 : Linking Love (リンキング・ラブ, Rinkingu rabu?)
- 2018 : Xiboliya Fengyun

#### Courts-métrages
- 1971 : Shamen
- 1973 : Mizuiro no hizashi

#### Télévision
Séries télévisées
- 2004 : Urutora kyû: Dâku fantajî
- 2005 : Urutoraman Makkusu

Téléfilms
- 1986 : Za samurai
- 2007 : Kekkon sagishi
- 2008 : Hitmaker: Aku Yu monogatari
- 2014 : Kono Mystery ga Sugoi!: Bestseller Sakka kara no Chōsenjō

### Scénariste

#### Cinéma
- 1982 : Seiko no futomomo: Cheergirl
- 1982 : Seiko no futomomo: Zoom Up
- 1983 : Final scandal: okusama wa okatai no ga osuki
- 1983 : Uno Koichiro no nurete manabu
- 1984 : Sukeban Kabushiki-gaisha: Yacchae! Ojōsan
- 1989 : Docchini suruno
- 1990 : Hong Kong Paradise (香港パラダイス, Honkon paradaisu?)
- 1991 : My Soul Is Slashed
- 1991 : Shushoku sensen ijonashi
- 1994 : Mainichi ga natsuyasumi
- 1997 : Gakkō no kaidan 3 (学校の怪談3?)
- 1998 : Efu
- 1999 : Gamera 3: The Revenge of Iris (ガメラ3 邪神〈イリス〉覚醒, Gamera Surii: Jyashin irisu kakusei?)
- 2000 : Kurosufaia (クロスファイア?)
- 2001 : Godzilla, Mothra and King Ghidorah: Giant Monsters All-Out Attack (ゴジラ・モスラ・キングギドラ 大怪獣総攻撃, Gojira, Mosura, Kingu Gidora: Daikaijū sōkōgeki?)
- 2012 : Aoi sora shiroi kumo
- 2014 : Osoroshi ~ Mishimaya Henchō Hyakumonogatari Kotohajime

#### Télévision
Séries télévisées
- 1981-1982 : Lamu
- 1982 : Ginga senpû Braiger
- 1983-1984 : Creamy, merveilleuse Creamy

### Acteur

#### Cinéma
- 1983 : Jeu de famille : l'homme à la librairie
- 2012 : The Best : Lui-même

#### Télévision
Séries télévisées
- 1997 : Top Runner : Lui-même

Téléfilms
- 2002 : Die Monsterinsel : Lui-même
- 2009 : Roman poruno densetsu 1971-1988 : Lui-même